# Manoir du Buleu
Le manoir du Buleu est un château français situé à Marcillé-la-Ville, dans le département de la Mayenne et la région des Pays de la Loire. Il est situé à 4 kilomètres au nord-est du bourg. Buleu fait aussi référence à un bois, et des buttes.

## Désignation
- H. de Bullo, 1189 (Cartulaire de l'Abbaye de Fontaine-Daniel, p. 5).
- G. de Bulou, 1367 (Archives nationales, P. 1 343, f. 8).
- La chapelle du manoir de Buleu, 1483 (Lib. fundat., t. II, f. 54).
- Bullou, 1508 (Chartrier de Bourgon).
- Buslieu, 1659 (Insinuations ecclésiastiques).
- La chapelle de la Cour de Bulleu, 1692 (Insinuations ecclésiastiques).
- Bulieu, château, moulin, buttes, bois et landes (Hubert Jaillot).
- Buleu, château et village (Carte de Cassini).

Note : il existe, sur la route du Horps, à Sainte-Anne de Marcillé, une autre terre communément appelée aussi Buleu.

## Histoire
Il s'agissait d'une seigneurie ayant haute justice vassale d'Aron et, en arrière-fief, de Mayenne. Cette seigneurie a été autrefois importante. Elle a donné son nom à de hautes buttes qui l'avoisinent. Elle a été la résidence de la famille des Chappedelaine.
Une meule gallo-romaine, celle de dessous, en grès à gros grain, a été trouvée dans le voisinage et fait supposer un établissement de cette époque. La motte seigneuriale est conservée. Le seigneur devait à Mayenne un épervier sor, garni de sonnettes, 1531.
G. de Pannard, dans son aveu de 1469, énumère : « Ma court, hébergement et maison de Bulleu pour ma demeure ; un estang de trois journaux joignant ledit hébergement ; un estang, dit des Contendars, de XV journaux ; une garenne, le bois appelé le Deffays de Bulleu, contenant XXX journaux ; la forest des Bulleu contenant les deux parts d'une lieue de long et le tiers d'une lieue de travers, où les subjets ont droit au bois de chauffage et pour bastir ; le moulin à bled de Bulleu au-dessous de ma forest ; les bruyères de Bulleu, contenant IIIe journaux ».
Le seigneur, qui avait une sergenterie fayée en la Baronnie de Mayenne, devait à son suzerain « un espervier sort, garny de longes et sonnettes. » Parlant de Buleu, à la fin du XVIIIe siècle, Pierre-François Davelu dit : « Tout est miné, château et chapelle ». Par une sentence des juges des eaux et forêts de la Table de Marbre du palais de justice à Paris, du 14 octobre 1790, on voit que la propriété de la forêt, des landes et bruyères de Buleu, fut adjugée à Marie Paillot, veuve de René de Bazogers, qualifié seigneur de Buleu, et à Jean-René de Chappedelaine.
Le logis, en grande partie démoli et abandonné au fermier au XIXe siècle, comprenait un bâtiment élevé d'un étage et de vastes greniers, avec aile en retour et des servitudes entourant une cour intérieure où l'on entrait en passant sur un pont entre deux petites tours basses à couronnement encorbellé, dont une subsiste,. Dans ce qui reste du château : un bel escalier en pierre. Deux autres petites tours correspondantes à celles qui subsistent, défendaient avec elles le pont-Levis. Dans le grenier, il y avait à la fin du XIXe siècle un fragment d'une statue en tuffeau, saint Jean-Baptiste. La pointe d'un ancien pignon est encastrée dans le mur d'une grange.

## Chapelle
La chapelle, reconstruite au cours du XVIe siècle, quoique livrée à des usages profanes, est encore en état comme édifice à la fin du XIXe siècle. Elle avait été fondée le 18 octobre 1483, en l'honneur de saint Jean-Baptiste, par Guillaume de Pannard et Jeanne de Chantepie, sa femme, sur la Beuffayère et la Brientière de Châtillon et, pour 4 ₶, sur la recette de Buleu, à charge de trois messes par semaine, dont une le dimanche. Le seigneur de Buleu présentait aussi la chapelle de Saint-Étienne, à Champéon.

## Roman
« Vous savez sans doute, Madame, que ces huttes sont élevées sur la lande dont la propriété est à M. de Chevalaine, et quoique l'origine de cet établissement remonte à plusieurs siècles, jamais la prescription n'a pu rendre les bohèmes propriétaires du sol ingrat qu'ils habitent. La prévision des seigneurs de Chevalaine les a forcés à reconnaître en temps utile que c'était par tolérance qu'ils habitaient en cet endroit. D'ordinaire, les seigneurs se rendaient aux huttes à des époques déterminées, accompagnés de beaucoup de leurs vassaux. Frédéric Soulié, Huit jours au château. 1844. »
La rivalité d'une maîtresse et d'une femme d'un Chappedelaine semble à l'origine d'un roman de Frédéric Soulié, qui a consigné, dit-on, cette histoire dans son roman : Huit jours au Château. Il a placé dans la demeure du Buleu et dans ce lieu encadré dans un paysage montagneux de bois et de bruyères le théâtre de ce roman : Huit jours au château. Pour le docteur Morisset, Frédéric Soulié évoque la vie aventureuse de Jean-René de Chappedelaine:
« La cause des cris qui retentissaient au rez-de-chaussée du château de Chevalaine, pendant que les héritiers se disputaient dans les caves, leur fut immédiatement révélée par M. Blanchet, qu'ils rencontrèrent dans la cour donnant des ordres, des avis, faisant de sévères recommandations, le tout d'un air si doctoral, si sûr de lui, que M. Perrin jugea dės l'abord qu'il devait y avoir derrière M. Blanchet une autorité bien puissante pour lui donner ces airs de détermination. Il venait d'arriver avec le juge de paix du Ribay et le maire de la commune où était situé le château de Chevalaine »
.
« Nous n'avons rien à ajouter à ce récit, sinon qu'il est de la plus exacte vérité et qu'il y a assurément beaucoup de nos secteurs qui en connaissent les principaux personnages, seulement nous avons changé les dates. Fin du roman, Huit jours au château. 1844. »
.

## Sources et bibliographie
- « Manoir du Buleu », dans Alphonse-Victor Angot et Ferdinand Gaugain, Dictionnaire historique, topographique et biographique de la Mayenne, Laval, A. Goupil, 1900-1910 [détail des éditions] (BNF 34106789, présentation en ligne)
- Huit jours au château, roman, 1843-1844. Texte en ligne : En un seul volume Bruxelles, Meline, 1842, sur archive.org. Édition originale sous le titre les Mystères de province Paris, Souverain, 1843, sur ÖNG, volume 1, 2, 3, 4, 5.